# Massoji Canhanga
Massoji Fatima Canhanga, née en 2002 à Lubango, est une trampoliniste angolaise.

## Carrière
Massoji Canhanga est médaillée de bronze en trampoline individuel aux Championnats d'Afrique 2023 à Marrakech.